# Bauhaus-Galan 2025
Il Bauhaus-Galan 2025 sono stati la 59ª edizione dell'annuale meeting di atletica leggera, settima tappa del circuito Diamond League 2025. Le competizioni hanno avuto luogo presso la Täby Torg (salto con l'asta femminile) il 14 giugno e presso lo Stadio Olimpico di Stoccolma il 15 giugno 2025.

## Programma[1]

### Giorno 1
| # | Orario | Specialità       |
| - | ------ | ---------------- |
| 1 | 14:50  | Salto con l'asta |

### Giorno 2
| # | Orario | Specialità         |
| - | ------ | ------------------ |
| 1 | 17:06  | 1500 metri piani   |
| 2 | 17:17  | Salto con l'asta   |
| 3 | 17:20  | 100 metri piani    |
| 4 | 17:30  | 3000 metri siepi   |
| 5 | 18:13  | 200 metri piani    |
| 6 | 18:48  | 800 metri piani    |
| 7 | 18:55  | Lancio del disco   |
| 8 | 19:09  | 5000 metri piani   |
| 9 | 19:52  | 400 metri ostacoli |

| #  | Orario | Specialità         |
| -- | ------ | ------------------ |
| 1  | 17:03  | Lancio del disco   |
| 2  | 17:14  | Salto in alto      |
| 3  | 17:47  | 200 metri piani    |
| 4  | 18:04  | 400 metri ostacoli |
| 5  | 18:20  | 3000 metri piani   |
| 6  | 18:23  | Salto in lungo     |
| 7  | 18:39  | 100 metri ostacoli |
| 8  | 19:00  | 400 metri piani    |
| 9  | 19:31  | 800 metri piani    |
| 10 | 19:42  | 100 metri piani    |

     Specialità valide per la Diamond League

## Risultati
Di seguito i primi tre classificati di ogni specialità.

### Uomini
| Specialità       | 1º classificato   | Prestazione | 2º classificato   | Prestazione | 3º classificato          | Prestazione |
| 100 m            | Benjamin Azamati  | 10"18       | Bradley Nkoana    | 10"23       | Kyree King               | 10"27       |
| 200 m            | Reynier Mena      | 20"05       | Joseph Fahnbulleh | 20"32       | Kyree King               | 20"49       |
| 800 m            | Emmanuel Wanyonyi | 1'41"95     | Djamel Sedjati    | 1'42"27     | Josh Hoey                | 1'42"43 v   |
| 1500 m           | Samuel Pihlström  | 3'31"53     | Federico Riva     | 3'32"17     | Kristian Uldbjerg Hansen | 3'32"60     |
| 5000 m           | Andreas Almgren   | 12'44"27    | Kuma Girma        | 12'57"46    | Ky Robinson              | 12'58"38    |
| 400 m hs         | Rai Benjamin      | 46,54       | Alison dos Santos | 46"68       | Karsten Warholm          | 47"41       |
| 3000 m siepi     | Karl Bebendorf    | 8'11"81     | Geordie Beamish   | 8'13"86     | Faid El Mostafa          | 8'14"04     |
| Salto con l'asta | Armand Duplantis  | 6,28 m      | Kurtis Marschall  | 5,90 m      | Menno Vloon              | 5,80 m      |
| Lancio del disco | Kristjan Čeh      | 69,73 m     | Daniel Ståhl      | 69,53 m     | Matthew Denny            | 68,14 m     |

     Prestazione che stabilisce il nuovo record del meeting.

### Donne
| Specialità       | 1º classificato     | Prestazione | 2º classificato     | Prestazione | 3º classificato    | Prestazione |
| 100 m            | Julien Alfred       | 10"75       | Dina Asher-Smith    | 10"93       | Marie Josée Ta Lou | 11"00 =     |
| 200 m            | Thelma Davies       | 22"41       | Jaël Bestué         | 22"69       | Gina Lückenkemper  | 22"76       |
| 400 m            | Isabella Whittaker  | 49"78       | Henriette Jæger     | 50"07       | Amber Anning       | 50"17       |
| 800 m            | Georgia Bell        | 1'57"66     | Mary Moraa          | 1'57"83     | Prudence Sekgodiso | 1'58"00     |
| 3000 m           | Linden Hall         | 8'30"01     | Sarah Chelangat     | 8'31"27     | Innes FitzGerald   | 8'32"90     |
| 100 m hs         | Grace Stark         | 12"33       | Ackera Nugent       | 12"37       | Nadine Visser      | 12"49       |
| 400 m hs         | Femke Bol           | 52"11       | Dalilah Muhammad    | 52"91       | Gianna Woodruff    | 53"99       |
| Salto in lungo   | Tara Davis-Woodhall | 7,05 m =    | Larissa Iapichino   | 6,90 m      | Jasmine Moore      | 6,76 m      |
| Salto in alto    | Nicola Olyslagers   | 2,01 m =    | Jaroslava Mahučich  | 1,99 m      | Maryja Žodzik      | 1,93 m      |
| Salto con l'asta | Sandi Morris        | 4,82 m      | Angelica Moser      | 4,63 m      | Roberta Bruni      | 4,53 m      |
| Lancio del disco | Kristin Pudenz      | 64,85 m     | Jorinde van Klinken | 64,33 m     | Denia Caballero    | 63,32 m     |

     Prestazione che stabilisce il nuovo record del meeting.